# Gare de Landerneau
La gare de Landerneau est une gare ferroviaire française des lignes de Paris-Montparnasse à Brest et de Savenay à Landerneau. Elle est située sur le territoire de la commune de Landerneau, dans le département du Finistère, en région Bretagne. 
Avec près de 770 000 voyageurs annuels en 2022, il s’agit de la troisième gare du département derrière Brest et Quimper et devant Morlaix. 
Elle est mise en service en 1865 par la Compagnie des chemins de fer de l'Ouest, puis devient une gare de bifurcation en 1867, exploitée également par la Compagnie du chemin de fer de Paris à Orléans (PO).
C'est une gare de grande ligne de la Société nationale des chemins de fer français (SNCF), desservie par des rames du TGV Atlantique, circulant entre Brest et Paris-Montparnasse ainsi qu'une gare régionale desservie par des trains TER Bretagne circulant entre Brest et Rennes, Morlaix ou Quimper.

## Situation ferroviaire
Établie à 21 mètres d'altitude, la gare de bifurcation de Landerneau est située au point kilométrique (PK) 603,559 de la ligne de Paris-Montparnasse à Brest, entre les gares de La Roche-Maurice et La Forest. 
Elle est également l'aboutissement, au PK 769,129, de la ligne de Savenay à Landerneau, après la gare de Dirinon - Loperhet. 

## Histoire

### Première gare

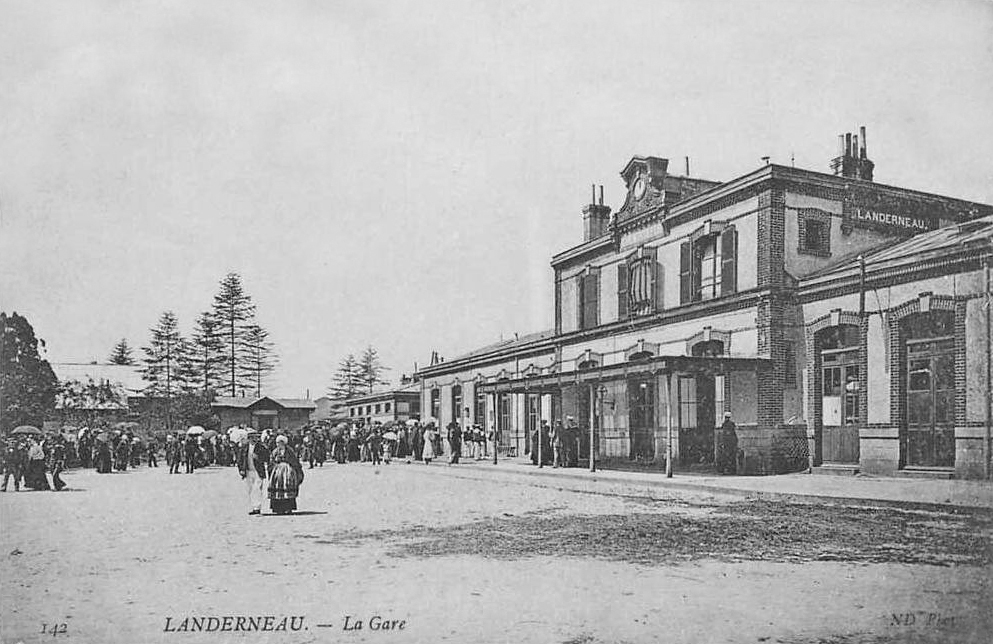
La gare vers 1900.

Le 2 mai 1855, la loi de « fusion des chemins de fer normands et bretons » approuve des articles du cahier des charges, notamment le passage par ou près Landivisiau et Landerneau du prolongement de la ligne de Paris à Rennes vers Brest. 
La mise en service de la station de Landerneau a lieu le 26 avril 1865 par la Compagnie des chemins de fer de l'Ouest, lorsqu'elle ouvre à l'exploitation la section entre les gares de Rennes et Brest. La station est établie en bordure nord de la ville ; son bâtiment voyageurs, construit en 1862, est inauguré le 25 avril 1865 lors d'un arrêt de dix minutes du train inaugural allant de Rennes à Brest. Le maire Frédéric-Auguste Duval et les conseillers municipaux sont autorisés à accéder au quai pour assister au passage du train.
Elle devient une gare de bifurcation le 16 décembre 1867 lors de l'ouverture à l'exploitation de la section de Châteaulin à Landerneau, de sa ligne de Savenay à Landerneau par la Compagnie du chemin de fer de Paris à Orléans (PO). Une rotonde pour les locomotives avec une plaque tournante est construite dans l'emprise de la gare.
Au début des années 1890, elle devient une gare d'échange avec l'ouverture de la ligne à voie métrique de Landerneau à Plounéour-Trez du réseau des Chemins de fer départementaux du Finistère, prolongée en 1901 jusqu'à Brignogan-Plages. Cette ligne est fermée en 1946.
En mai 1962, un poste d'aiguillage équipé de trente-deux leviers est installé dans la gare ; il regroupe notamment les commandes de l'aiguille de la bifurcation de Quimper.

### Deuxième gare
En 1988, la décision est prise de remplacer le bâtiment voyageurs d'origine dans le cadre d'un réaménagement de la gare pour l'arrivée du TGV Atlantique. Le premier TGV dessert la gare en 1989 et il faut ensuite attendre 1991 pour la mise en service du nouveau bâtiment. Le 20 juin 2008, elle est la première gare bretonne dotée d'une signalétique bilingue français-breton.
L'augmentation de la fréquentation de la gare progresse de manière importante ce qui nécessite d'autres améliorations. Le 26 août 2013, une nouvelle gare routière est mise en service près de la gare, à la place de l'ancien parking nord. Elle doit permettre les rotations des cars scolaires, des cars suburbains de la relation avec Lesneven et des bus urbains, notamment le matin et le soir pour résorber l'afflux des nombreux élèves qui rejoignent ou quittent la ville.
En 2015, la gare dispose de 26 agents, dix pour le service voyageurs, cinq aiguilleurs pour le fonctionnement du poste d'aiguillage et onze pour la maintenance de l'infrastructure ferroviaire. La desserte TGV quotidienne comprend un départ vers Paris et deux retours ; la desserte TER est nettement plus importante avec notamment cinquante aller-retours quotidiens pendant la semaine sur la relation Landerneau-Brest qui représente 70 % du trafic voyageurs de la gare. Le reste est composé de dessertes TER sur les relations avec Morlaix ou Rennes proposant des correspondances TGV et Quimper.

## Fréquentation
De 2015 à 2023, selon les estimations de la SNCF, la fréquentation annuelle de la gare s'élève aux nombres indiqués dans le tableau ci-dessous.
| Année                      | 2015    | 2016    | 2017    | 2018    | 2019    | 2020    | 2021    | 2022    | 2023    |
| -------------------------- | ------- | ------- | ------- | ------- | ------- | ------- | ------- | ------- | ------- |
| Voyageurs                  | 595 751 | 589 344 | 584 995 | 567 152 | 636 579 | 444 597 | 564 950 | 769 296 | 817 055 |
| Voyageurs et non voyageurs | 654 671 | 647 631 | 642 852 | 623 244 | 699 537 | 488 568 | 620 824 | 845 381 | 897 863 |

## Service des voyageurs

### Accueil
Gare SNCF, elle dispose d'un bâtiment voyageurs, avec guichets, ouvert tous les jours. Elle est équipée d'automates pour l'achat de titres de transport. Comme gare « Accès plus », elle offre des aménagements, équipements et services à la disposition des personnes à mobilité réduite. Dans le hall de la gare, on trouve également une boutique tabac/presse et des distributeurs alimentaires,. L'ensemble de la gare est équipée d'une signalisation bilingue français-breton.
Un passage souterrain permet la traversée des voies et l'accès aux quais.

### Desserte

#### TGV
Landerneau est une gare grandes lignes desservie par des rames du TGV Atlantique de la relation Paris-Montparnasse-Rennes-Brest.

#### TER Bretagne
Landerneau est également une gare régionale desservie par des trains TER Bretagne qui circulent sur les relations : Rennes-Saint-Brieuc-Brest,  Quimper-Landerneau-Brest et Morlaix-Landerneau-Brest.

### Intermodalité
Un parc pour les vélos et des parkings pour les véhicules y sont aménagés.
Près de la gare ferroviaire, une gare routière est desservie par les lignes 1, 2, 3, 4, 5 et 6 du réseau des bus urbains Ar Bus et par des cars suburbains et des cars scolaires.

Installations de la gare
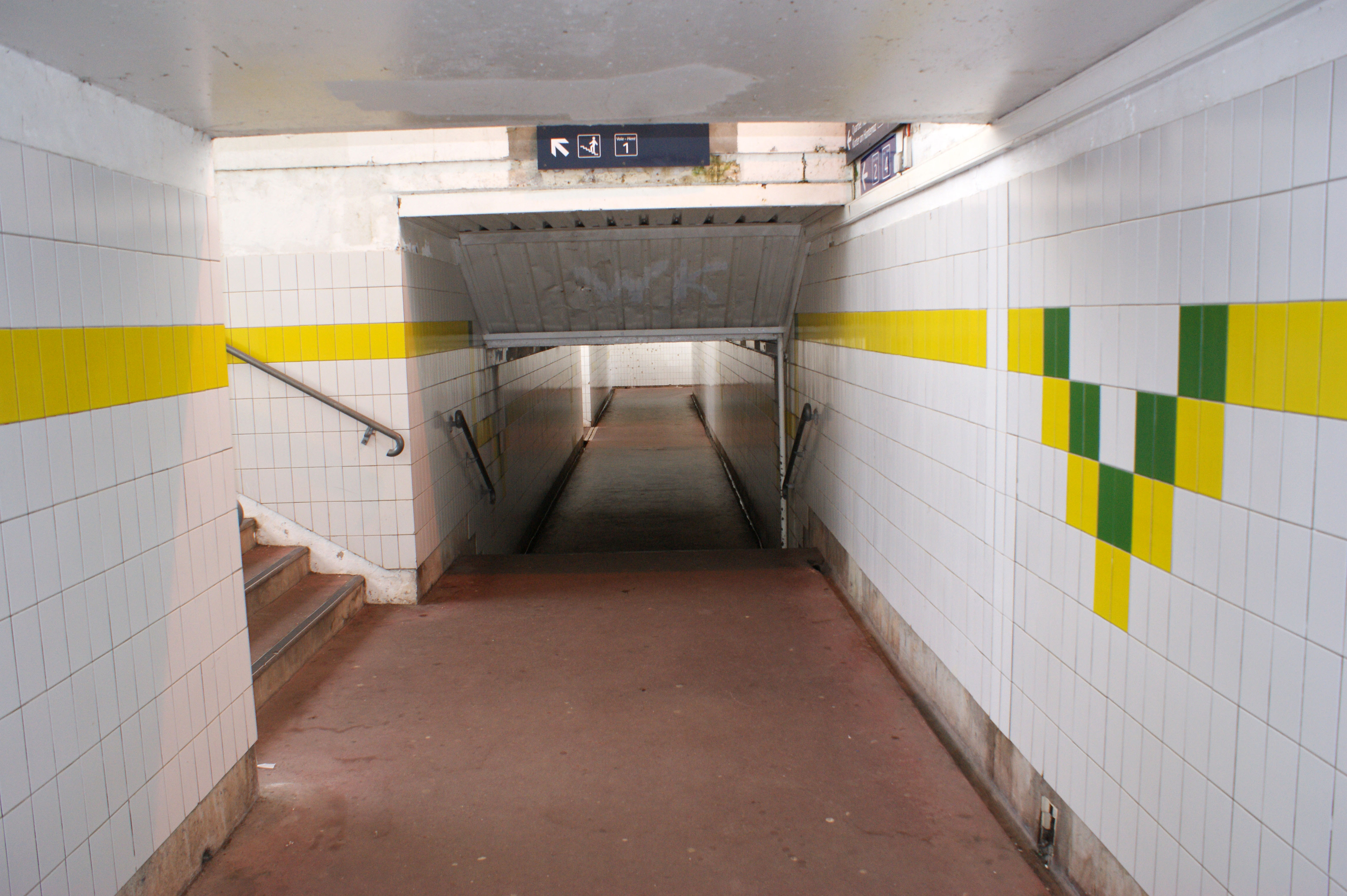
Passage souterrain.
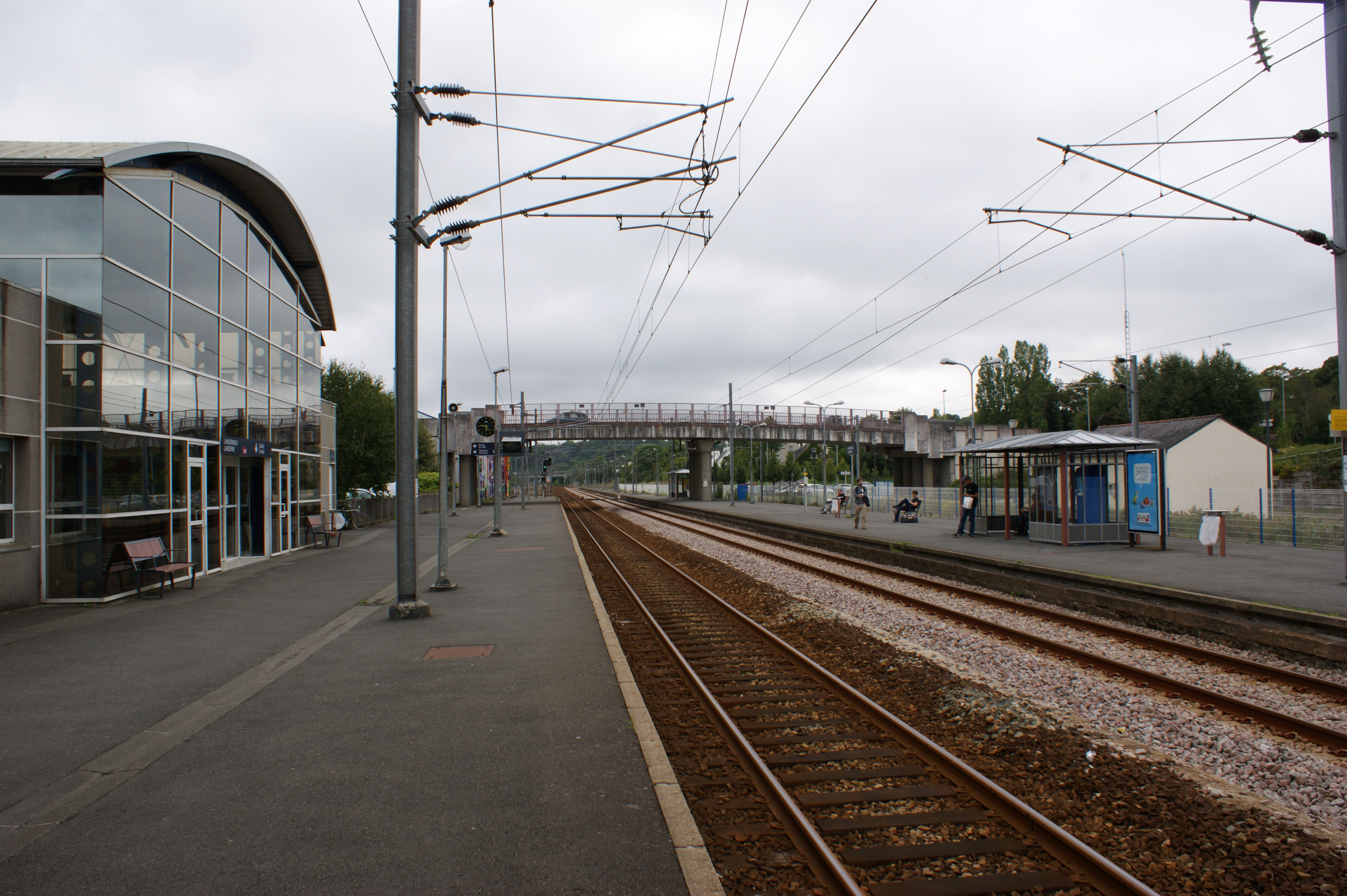
Vue en direction de Brest.
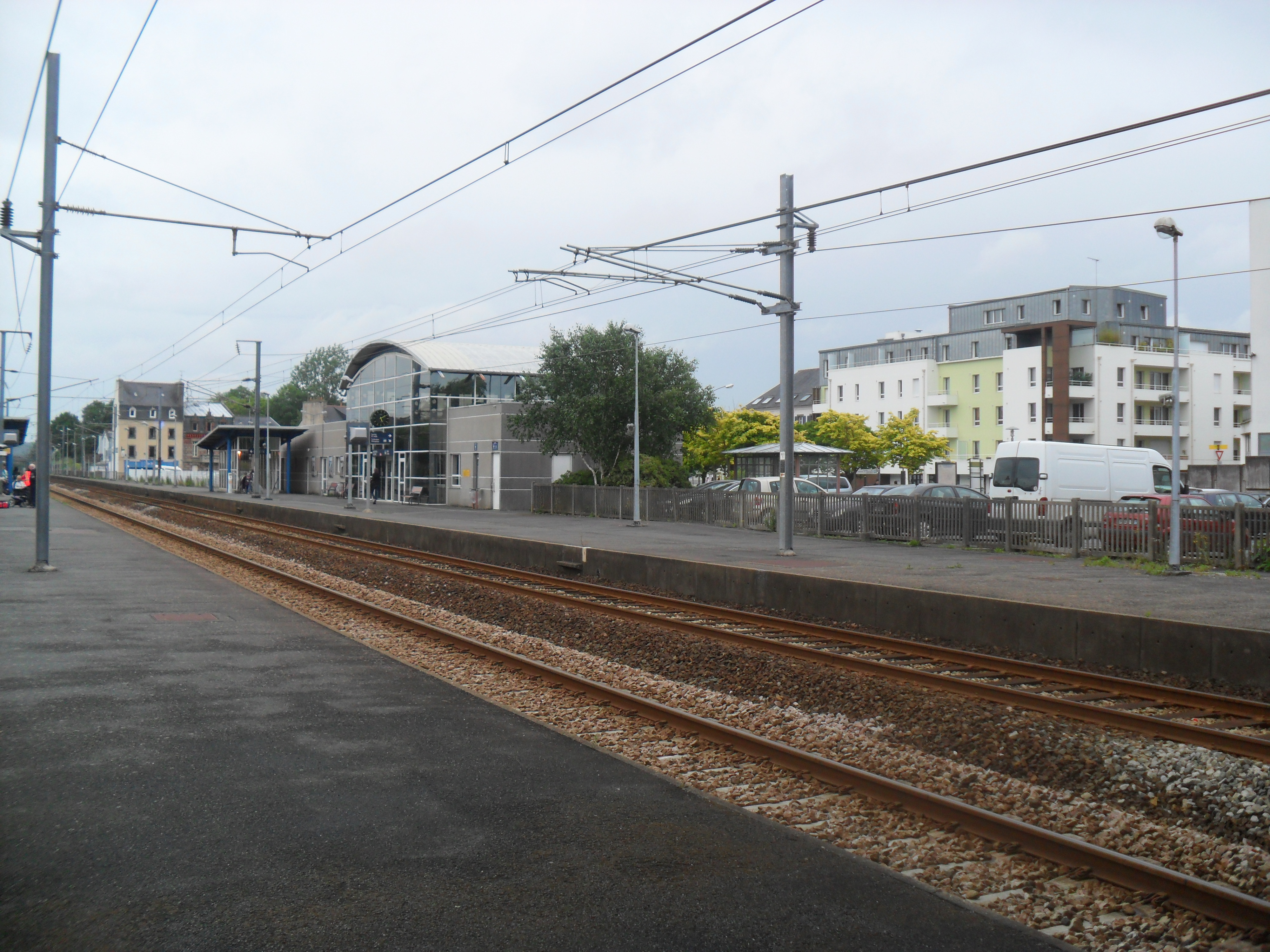
Vue en direction de Morlaix.